# مصنفك
مُصَنِّفَك (803 - 875هـ / 1400 - 1470م)  هو باحث وكاتب، له مصنفات عربية وفارسية.
هو علي بن محمد (مجد الدين) بن مسعود الشاهرودي البسطامي، علاء الدين والملة، وشهرته «مصنفک» لُقب بذلك لاشتغاله بالتصنيف في حداثة سنه والكاف للتصغير في لغة العجم، وهو من سلالة فخر الدين الرازي.
ولد بخراسان ونشأ في هراة، ثم انتقل إلى قونية معلما، فالآستانة، وبها توفي.

## آثاره
من آثاره:
- «شرح المصباح».
- «شرح آداب البحث».
- «حل الرموز».
- «الحدود والأحكام».[5]